# Gutta-percha

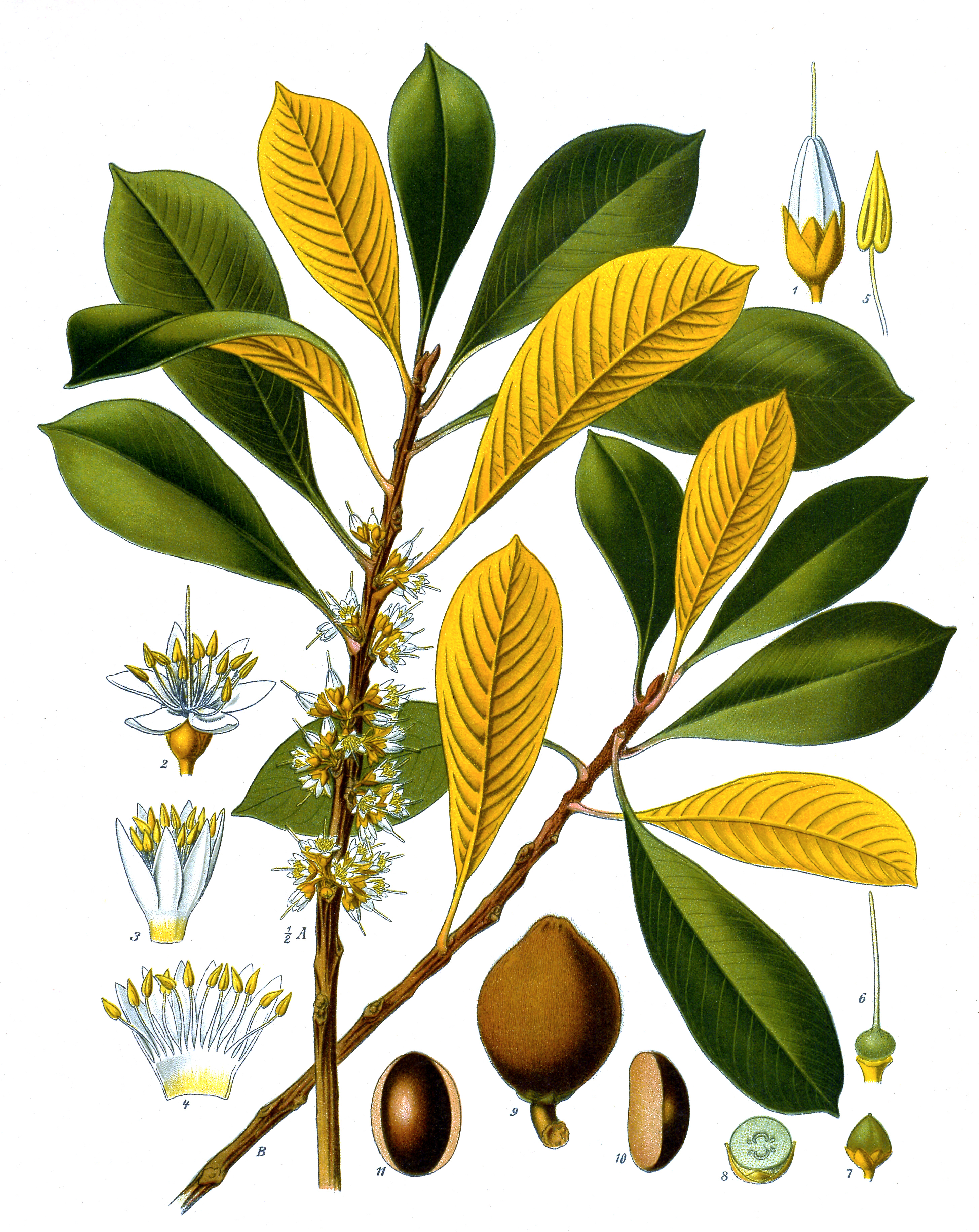
Palaquium gutta.

Structure isoprénique 1,4-trans d'une chaîne polymère de gutta-percha.

La gutta-percha est issue du latex naturel obtenu à partir d'arbres de l'espèce Palaquium gutta et de plusieurs espèces voisines de la famille des Sapotaceae (par exemple le karité,,).

## Structure moléculaire
Comme le caoutchouc naturel (de sigle NR) issu de l'hévéa, la gutta-percha est un polyisoprénoïde. À la différence du NR (composé de plus de 99 % de cis-1,4-polyisoprène) qui est un solide élastique amorphe, la gutta-percha et la (gutta-)balata, qui renferment principalement du trans-1,4-polyisoprène, sont rigides et en partie cristallisés à température ambiante, ce qui les rend beaucoup moins élastiques.

## Applications

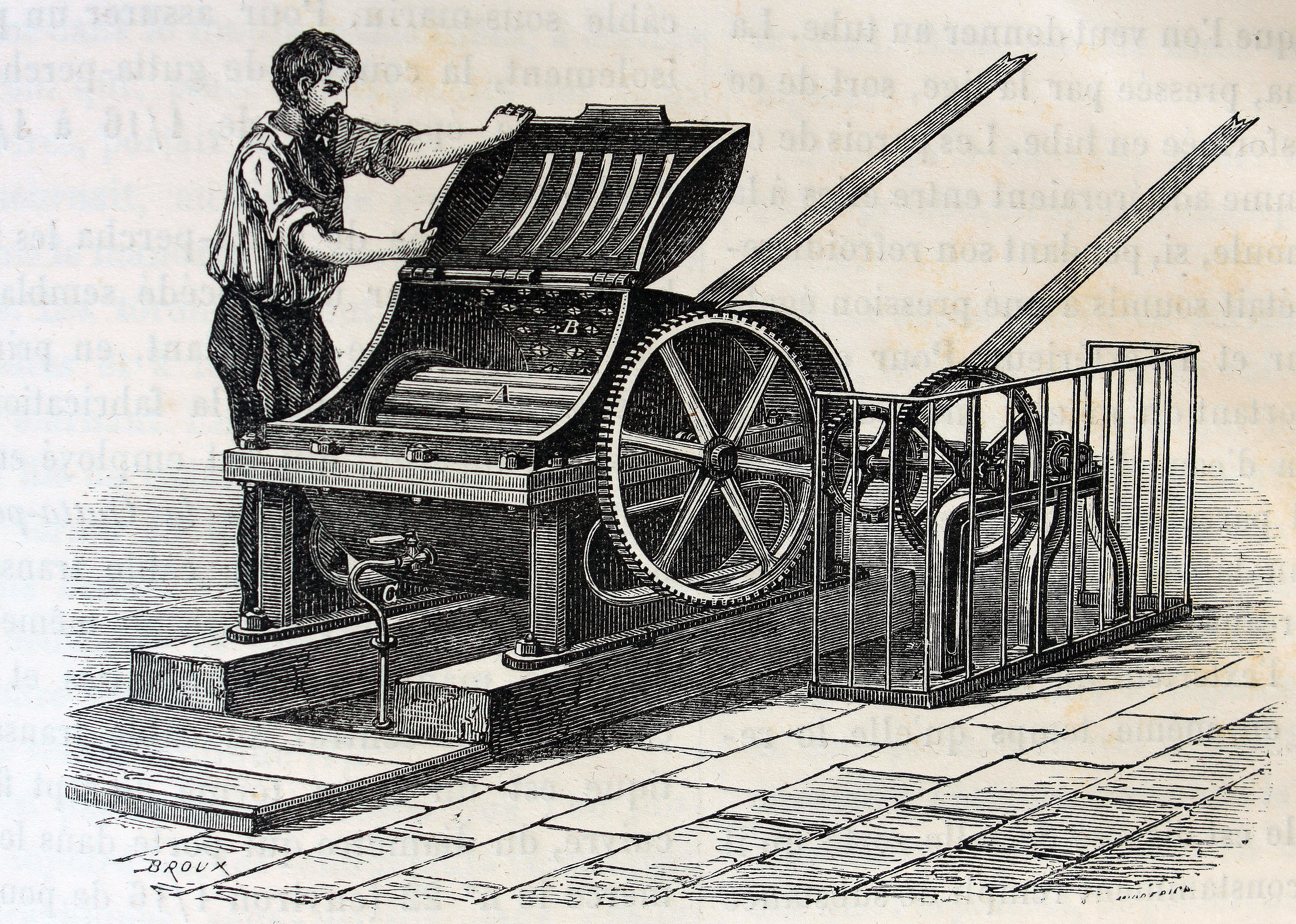
« Diable pour le pétrissage de la gutta-percha ».

Le matériau montre des propriétés adhésives, est un bon isolant électrique et est bio-inerte. Du fait que ce matériau ne se dégrade pas lorsqu'il est immergé dans l'eau de mer et de plus qu'il conserve des propriétés électriques isolantes étonnantes, il a été le matériau « miracle » qui a rendu possible l'exploitation des câbles sous-marins ou souterrains, jusqu'à la découverte du polyéthylène en 1933. En revanche, il ne résiste pas à une exposition prolongée aux UV.
Il trouve des utilisations dans le domaine des adhésifs, en chirurgie, notamment dentaire, et plus spécifiquement en endodontie où on l’utilise pour obturer les canaux pulpaires une fois la dent dépulpée.
Il entrait aussi dans la composition des balles de golf (maintenant en matière synthétique).
La gutta-percha a été très utilisée dans le monde du voyage, grâce à la Maison Moynat qui employait, dès 1854, ce matériau isolant dans la fabrication et au doublage de ses malles. D'autres malletiers ont ensuite commencé à utiliser la sève pour imperméabiliser leurs produits.
Elle a été utilisée pour la fabrication d'objets de tous les jours comme des médaillons, cadres photo, boîtes à ambrotype ou daguerréotype, disques de gramophone.
Elle servait pour fabriquer des bouteilles afin de conserver l’acide fluorhydrique (HF), acide qui est utilisé pour graver le verre par attaque chimique.
Elle était aussi utilisée en armurerie pour fabriquer des crosses de revolvers fin XIXe et début XXe siècle.
Elle est également utilisée pour la peinture sur soie. En effet, les peintures utilisées sont très liquides. La gomme permet donc de cerner les motifs à peindre afin d'éviter que la peinture ne se répande sur toute la surface par capillarité. Dans ce contexte, la gomme est souvent simplement appelée « gutta ».

## Historique
Bien avant l’introduction de la gutta-percha en Occident, les indigènes d'Insulinde (anciennement archipel malais) savaient en faire des couteaux, des anses, des bâtons de marche et divers ustensiles. En 1656, voyageant en Extrême-Orient, le Britannique John Tradescant fut le premier européen à en collecter. Dans les années 1840, William Montgomerie, médecin dans l’Armée des Indes, en développa des applications pratiques dans le domaine de l’instrumentation médicale. En 1843, Werner von Siemens conçut une machine pour en enrober les câbles en cuivre, avant d’avoir l’idée d'utiliser la gutta-percha pour l’isolation des câbles télégraphiques sous-marins. En 1845, en Écosse, fut moulée la première balle de golf en gutta-percha.
En 1852, un modèle de chaussure en gutta-percha est breveté par Napoléon Gaillard,.